# Wasti Feldt
Wasti Maj-Britt Feldt, även Johansson, född 13 mars 1929 i Skellefteå landsförsamling, Västerbottens län, död 7 juli 2012, var en svensk pingstpastor, musiker och sångare. Hon var Pingströrelsens första kvinnliga församlingspastor och föreståndare.
Hon utbildade sig till frälsningsofficer vid Frälsningsarméns krigsskola. I samband med ett besök på Lapplandsveckan bytte hon samfund och blev pingstvän. Hon blev känd som en av medlemmarna i Systrarna Feldt som höll väckelsekampanjer och gav ut flera skivor.
Wasti Feldt var under lång tid resande evangelist innan hon 1979 väckte stor uppmärksamhet då hon gav ut boken "Kvinnan i frikyrkan". Boken skapade debatt då den klart hävdade att även kvinnor kunde ha ledande positioner i församlingar. Hon blev också den första kvinnliga föreståndaren för en pingstförsamling året efter då hon 1980 tillsammans med Jean-Erik Mårtensson, delade föreståndarskapet i pingstförsamlingen Gilead i Göteborg. Senare blev hon också den första kvinnan som inom Pingströrelsen fick vigselrätt. Hon har också hållit ett antal radioandakter.
Hon gifte sig 1963 med sångaren Allan Johansson (1915–2000), de hade inga barn.